# Wereldkampioenschappen kunstschaatsen 1957
De Wereldkampioenschappen kunstschaatsen 1957 werden gevormd door vier toernooien die door de Internationale Schaatsunie werden georganiseerd.
Voor de mannen was het de 48e editie, voor de vrouwen de 38e, voor de paren de 36e en voor de ijsdansers de zesde editie. De kampioenschappen vonden plaats van 26 februari tot en met 2 maart in Colorado Springs, Verenigde Staten. Colorado Springs was voor het eerst gaststad voor de WK toernooien. De Verenigde Staten was voor de tweede keer het gastland, in 1930 vonden de kampioenschappen voor mannen, vrouwen en paren in New York plaats.

## Deelname
Er namen deelnemers uit elf landen deel aan deze kampioenschappen. Zij vulden 53 startplaatsen in. Voor Nederland kwamen Joan Haanappel en Sjoukje Dijkstra uit bij de vrouwen.
(Tussen haakjes het totaal aantal startplaatsen in de vier toernooien.)
| Verenigde Staten (12) Canada (9) Oostenrijk (6) Verenigd Koninkrijk (6) | Japan (5) West-Duitsland (4) Frankrijk (3) Australië (2) | Italië (2) Nederland (2) Zwitserland (2) |

## Medailleverdeling
Bij de mannen werd David Jenkins de vijftiende wereldkampioen. Hij was de derde Amerikaan die de wereldtitel behaalde, Richard Button werd van 1948-1952 vijf jaar opeenvolgend wereldkampioen en zijn broer Hayes Alan Jenkins van 1953-1956 vier jaar oprij. Voor Jenkins was het zijn derde medaille, in 1955 en 1956 won hij beide keren brons. De beide mannen op de plaatsen twee en drie, respectievelijk de Amerikaanse debutant Tim Brown en de Canadees Charles Snelling stonden voor het eerst op het erepodium.
Bij de vrouwen prolongeerde de Amerikaanse Carol Heiss de wereldtitel, het was haar derde opeenvolgende medaille, in 1955 werd ze tweede. De Oostenrijkse Hanna Eigel op plaats twee nam voor de tweede keer plaats op het erepodium, in 1955 werd ze derde. Haar landgenote Ingrid Wendl werd net als in 1956 derde, het was ook haar tweede medaille.
Bij de paren veroverden Barbara Wagner / Robert Paul als achttiende paar de wereldtitel, het was hun eerste medaille. Ze waren het tweede paar uit Canada die hierin slaagden, Frances Dafoe / Norris Bowden (1954 en 1955) gingen hun voor. Het paar op plaats twee, Marika Kilius / Franz Ningel, nam voor de tweede keer plaats op het podium, in 1956 werden zij derde. Het debuterende Canadese paar Maria Jelinek / Otto Jelinek nam de derde positie in.
Bij het ijsdansen werden June Markham / Courtney Jones het derde paar die de wereldtitel bij het ijsdansen veroverden, eveneens het derde Britse paar. De plaatsen twee en drie werden ingenomen door debuterende paren. Het paar op plaats twee veroverde de eerste medaille voor Canada bij het ijsdansen.
| Discipline | Goud                          | Zilver                               | Brons                         |
| ---------- | ----------------------------- | ------------------------------------ | ----------------------------- |
| Mannen     | David Jenkins                 | Tim Brown                            | Charles Snelling              |
| Vrouwen    | Carol Heiss                   | Hanna Eigel                          | Ingrid Wendl                  |
| Paren      | Barbara Wagner / Robert Paul  | Marika Kilius / Franz Ningel         | Maria Jelinek / Otto Jelinek  |
| IJsdansen  | June Markham / Courtney Jones | Geraldine Fenton / William McLachlan | Sharon McKenzie / Bert Wright |

## Uitslagen
| #      | naam (deelname)           | land                                  | pc  |
| ------ | ------------------------- | ------------------------------------- | --- |
| Goud   | David Jenkins (4)         | Vlag van Verenigde Staten (1912-1959) | 7   |
| Zilver | Tim Brown                 | Vlag van Verenigde Staten (1912-1959) | 16  |
| Brons  | Charles Snelling (4)      | Vlag van Canada 1921-1957             | 22  |
| 4      | Alain Giletti (5)         | Vlag van Frankrijk                    | 33  |
| 5      | Tom Moore                 | Vlag van Verenigde Staten (1912-1959) | 35  |
| 6      | Norbert Felsinger (4)     | Vlag van Oostenrijk                   | 41  |
| 7      | Donald Jackson            | Vlag van Canada 1921-1957             | 49  |
| 8      | Robert Brewer             | Vlag van Verenigde Staten (1912-1959) | 59  |
| 9      | Alain Calmat (4)          | Vlag van Frankrijk                    | 58  |
| 10     | Michael Booker (5)        | Vlag van Verenigd Koninkrijk          | 66  |
| 11     | Manfred Schnelldorfer (2) | Vlag van Bondsrepubliek Duitsland     | 81  |
| 12     | Hubert Köpfler (2)        | Vlag van Zwitserland                  | 83  |
| 13     | Yukio Nishikura           | Vlag van Japan                        | 90  |
| 14     | Hideo Sugita              | Vlag van Japan                        | 98  |
| 15     | Kazuo Ohasi               | Vlag van Japan                        | 105 |
| 16     | Charles Keeble (2)        | Vlag van Australië                    | 111 |
| 17     | William Cherrell          | Vlag van Australië                    | 117 |

| #      | naam (deelname)      | land                                  | pc  |
| ------ | -------------------- | ------------------------------------- | --- |
| Goud   | Carol Heiss (4)      | Vlag van Verenigde Staten (1912-1959) | 7   |
| Zilver | Hanna Eigel (4)      | Vlag van Oostenrijk                   | 17  |
| Brons  | Ingrid Wendl (4)     | Vlag van Oostenrijk                   | 21  |
| 4      | Carole Jane Pach (3) | Vlag van Canada 1921-1957             | 27  |
| 5      | Claralyn Lewis       | Vlag van Verenigde Staten (1912-1959) | 40  |
| 6      | Hanna Walter (3)     | Vlag van Oostenrijk                   | 43  |
| 7      | Joan Schenke         | Vlag van Verenigde Staten (1912-1959) | 71  |
| 8      | Nancy Heiss          | Vlag van Verenigde Staten (1912-1959) | 63  |
| 9      | Erica Batchelor (6)  | Vlag van Verenigd Koninkrijk          | 75  |
| 10     | Karen Dixon          | Vlag van Canada 1921-1957             | 75  |
| 11     | Ina Bauer (2)        | Vlag van Bondsrepubliek Duitsland     | 79  |
| 12     | Sjoukje Dijkstra (3) | Vlag van Nederland                    | 89  |
| 13     | Joan Haanappel (3)   | Vlag van Nederland                    | 84  |
| 14     | Margaret Crosland    | Vlag van Canada 1921-1957             | 87  |
| 15     | Ilse Musyl (3)       | Vlag van Oostenrijk                   | 87  |
| 16     | Emma Giardini (2)    | Vlag van Italië                       | 104 |
| 17     | Junko Ueno           | Vlag van Japan                        | 118 |
| 18     | Carla Tichatschek    | Vlag van Italië                       | 128 |
| 19     | Yuko Araki           | Vlag van Japan                        | 132 |
| 20     | Alice Fischer (3)    | Vlag van Zwitserland                  | 137 |

| #      | naam (deelname)                     | land                                  | pc   |
| ------ | ----------------------------------- | ------------------------------------- | ---- |
| Goud   | Barbara Wagner (3) Robert Paul (3)  | Vlag van Canada 1921-1957             | 8    |
| Zilver | Marika Kilius (3) Franz Ningel (3)  | Vlag van Bondsrepubliek Duitsland     | 16.5 |
| Brons  | Maria Jelinek Otto Jelinek          | Vlag van Canada 1921-1957             | 17.5 |
| 4      | Nancy Rouillard Ron Ludington       | Vlag van Verenigde Staten (1912-1959) | 31   |
| 5      | Joyce Coates (2) Anthony Holles (2) | Vlag van Verenigd Koninkrijk          | 32   |

| #      | naam (deelname)                       | land                                  | pc |
| ------ | ------------------------------------- | ------------------------------------- | -- |
| Goud   | June Markham (2) Courtney Jones (2)   | Vlag van Verenigd Koninkrijk          |    |
| Zilver | Geraldine Fenton William McLachlan    | Vlag van Canada 1921-1957             |    |
| Brons  | Sharon McKenzie Bert Wright           | Vlag van Verenigde Staten (1912-1959) |    |
| 4      | Joan Zamboni (3) Roland Junso (3)     | Vlag van Verenigde Staten (1912-1959) |    |
| 5      | Barbara Thompson (2) Gerard Rigby (2) | Vlag van Verenigd Koninkrijk          |    |
| 6      | Catherine Morris Michael Robinson     | Vlag van Verenigd Koninkrijk          |    |
| 7      | Carmel Bodel (6) Edward Bodel (6)     | Vlag van Verenigde Staten (1912-1959) |    |
| 8      | Beverly Orr Hugh Smith                | Vlag van Canada 1921-1957             |    |
| 9      | Sigrid Knacke (3) Gunther Koch (3)    | Vlag van Bondsrepubliek Duitsland     |    |
| 10     | Christiane Elien Claude Lambert (2)   | Vlag van Frankrijk                    |    |
| 11     | Edith Peikert (4) Hans Kutschera (5)  | Vlag van Oostenrijk                   |    |

Medaillewinnaars

Mannen · 
Vrouwen ·
Paren · 
IJsdansen

 Toernooi

1896 · 
1897 · 
1898 · 
1899 · 
1900 · 
1901 · 
1902 · 
1903 · 
1904 · 
1905 · 
1906 · 
1907 · 
1908 · 
1909 · 
1910 · 
1911 · 
1912 · 
1913 · 
1914 · 
1915-1921 · 
1922 · 
1923 · 
1924 · 
1925 · 
1926 · 
1927 · 
1928 · 
1929 · 
1930 · 
1931 · 
1932 · 
1933 · 
1934 · 
1935 · 
1936 · 
1937 · 
1938 · 
1939 ·
1940-1946 · 
1947 · 
1948 · 
1949 · 
1950 · 
1951 · 
1952 · 
1953 · 
1954 · 
1955 · 
1956 · 
1957 · 
1958 · 
1959 · 
1960 · 
1961 · 
1962 · 
1963 · 
1964 · 
1965 · 
1966 · 
1967 · 
1968 · 
1969 · 
1970 · 
1971 · 
1972 · 
1973 · 
1974 · 
1975 · 
1976 · 
1977 · 
1978 · 
1979 · 
1980 · 
1981 · 
1982 · 
1983 · 
1984 · 
1985 · 
1986 · 
1987 · 
1988 · 
1989 · 
1990 · 
1991 · 
1992 · 
1993 · 
1994 · 
1995 ·
1996 · 
1997 · 
1998 · 
1999 · 
2000 · 
2001 · 
2002 · 
2003 · 
2004 · 
2005 · 
2006 ·
2007 ·
2008 ·
2009 ·
2010 ·
2011 ·
2012 ·
2013 ·
2014 ·
2015 ·
2016 ·
2017 ·
2018 ·
2019 · 
2020 · 
2021 ·
2022 ·
2023 ·
2024

 ISU-kampioenschappen

WK kunstschaatsen junioren ·
EK kunstschaatsen ·
Viercontinentenkampioenschap ·
Olympische Spelen